# I Trilli (album)
I Trilli è un album del gruppo I Trilli pubblicato in LP nel 1982 dalla Panarecord e prodotto da Gian Franco Reverberi e Michele.
In questo album I Trilli interpretano le cover di celebri brani di successo, dal Ballo di Simone  e Marina sino a  L'edera, e alcuni brani inediti, tra cui Capodanno e Brinderò, composti per l'occasione da Giuseppe Zullo e Francesco Sandi.
Gli arrangiamenti sono curati da Gian Franco Reverberi e al disco partecipa il complesso vocale A Lanterna diretto dal M° S. Vicini.

## Tracce
Lato A
1. Il ballo di Simone (E. Chiprut, L. Lepore, G. Sanjust)
2. Siciliana (F. Li Causi)
3. I tuoi capricci (F. Migliacci, L. Bacalov)
4. Capodanno (F. Sandi, G. Zullo) (inedito)
5. Brinderò (F. Sandi, G. Zullo) (inedito)

Lato B
1. Serenata genovese (B. Bergonzi)
2. Marina (R. Granata)
3. L'edera (S. Seracini, V. D'Acquisto)
4. Una fetta di limone (Giorgio Gaber, R. Angiolini, U. Simonetta)
5. Firenze sogna (C. Cesarini) (inedito)